# Eicher

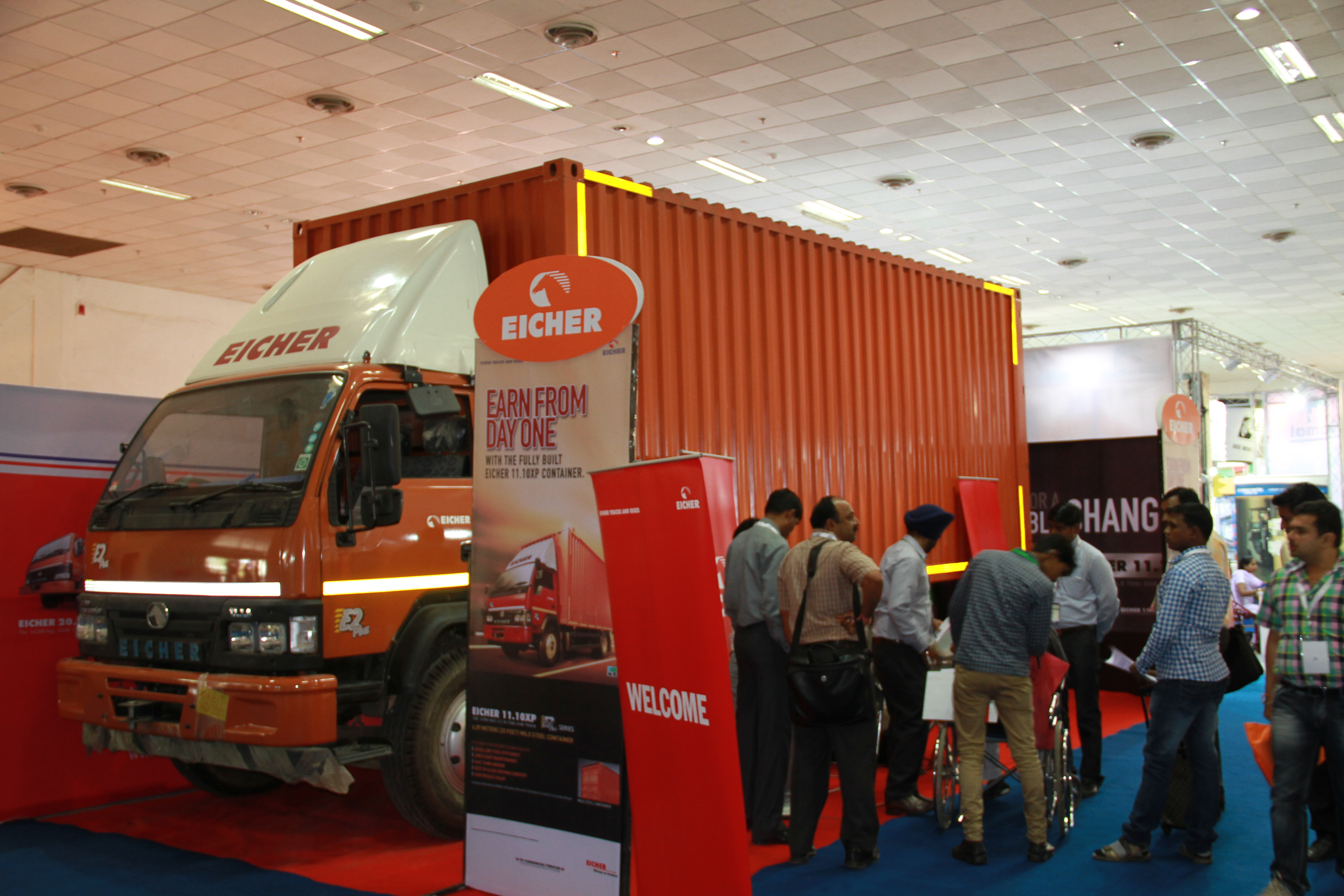
Eicher 1110XP

Eicher är en indisk lastbilstillverkare. Företaget grundades år 1948 och har idag 2400 anställda. Volvo ha startat ett samriskbolag tillsammans med Eicher.